# Crnogorski fudbalski kup 2016-2017
La Crnogorski fudbalski kup 2016-2017 (in italiano Coppa montenegrina di calcio 2016-2017), conosciuta anche come Kup Crne Gore u fudbalu 2016-2017, fu la 11ª edizione della coppa del Montenegro di calcio.
Il detentore era il Rudar Pljevlja. In questa edizione la coppa fu vinta dal Sutjeska (al suo 1º titolo) che sconfisse in finale il Grbalj.

## Formula
La formula è quella dell'eliminazione diretta, in caso si parità al 90º minuto si va direttamente ai tiri di rigore senza disputare i tempi supplementari (eccetto in finale). Gli accoppiamenti sono decisi tramite sorteggio.

### Calendario
| Turno            | Numero di incontri | Squadre | Entrano in questo turno         | Date                           |
| ---------------- | ------------------ | ------- | ------------------------------- | ------------------------------ |
| Primo turno      | 14                 | 30 → 16 | Tutte eccetto Rudar e Budućnost | 21 settembre 2016              |
| Ottavi di finale | 16                 | 16 → 8  | Rudar e Budućnost               | 28 settembre e 26 ottobre 2016 |
| Quarti di finale | 8                  | 8 → 4   | –                               | 2 e 30 novembre 2016           |
| Semifinali       | 4                  | 4 → 2   | –                               | 12 e 26 aprile 2017            |
| Finale           | 1                  | 2 → 1   | –                               | 31 maggio 2017                 |

### Squadre partecipanti
Partecipano 30 squadre: le 12 della Prva liga, le 12 della Druga liga e le 6 finaliste delle tre coppe regionali (Nord, Centro e Sud).
Prva liga
- Bokelj
- Budućnost
- Dečić
- Grbalj
- Iskra Danilovgrad
- Jedinstvo Bijelo Polje
- Lovćen
- Mladost Podgorica
- Petrovac
- Rudar Pljevlja
- Sutjeska
- Zeta

Druga liga
- Berane
- Bratstvo
- Čelik Nikšić
- Cetinje
- Grafičar Podgorica
- Ibar
- Igalo
- Jezero
- Kom
- Mornar
- Otrant-Olympic
- Radnički Berane

Treća liga
- Brskovo (vincitore Nord)
- Gorštak (finalista Centro)
- Hajduk Bar (vincitore Sud)
- Mladost Lješkopolje (vincitore Centro)
- Petnjica (finalista Nord)
- Sloga Bar (finalista Sud)

## Primo turno
Rudar Pljevlja e Budućnost esentate in quanto finaliste della Crnogorski fudbalski kup 2015-2016.
| Squadra 1              | Risultato       | Squadra 2          |
| ---------------------- | --------------- | ------------------ |
| 20.09.2016             |                 |                    |
| Sloga Bar              | 0 – 6           | Lovćen             |
| 21.09.2016             |                 |                    |
| Sutjeska               | 5 – 0           | Radnički Berane    |
| Ibar                   | 1 – 3           | Iskra Danilovgrad  |
| Jezero                 | 0 – 4           | Zeta               |
| Igalo                  | 0 – 4           | Dečić              |
| Petrovac               | 3 – 0           | Grafičar Podgorica |
| Bokelj                 | 2 – 0           | Mornar             |
| Jedinstvo Bijelo Polje | 0 – 0 (4-2 dtr) | Čelik Nikšić       |
| Otrant-Olympic         | 1 – 1 (4-5 dtr) | Berane             |
| Mladost Lješkopolje    | 0 – 0 (4-2 dtr) | Cetinje            |
| Hajduk Bar             | 0 – 8           | Mladost Podgorica  |
| Petnjica               | 0 – 2           | Kom                |
| Brskovo                | 1 – 1 (4-2 dtr) | Gorštak            |
| Bratstvo               | 0 – 3           | Grbalj             |

## Ottavi di finale
| Squadra 1         | Totale      | Squadra 2              | Andata     | Ritorno    |
| ----------------- | ----------- | ---------------------- | ---------- | ---------- |
|                   |             |                        | 28.09.2016 | 26.09.2016 |
| Bokelj            | 3 – 0       | Berane                 | 1 – 0      | 2 – 0      |
| Brskovo           | 2 – 5       | Lovćen                 | 2 – 4      | 0 – 1      |
| Grbalj            | 4 – 3       | Mladost Podgorica      | 3 – 1      | 1 – 2      |
| Kom               | 1 – 6       | Budućnost              | 1 – 5      | 0 – 1      |
| Zeta              | 2 – 3       | Sutjeska               | 0 – 1      | 2 – 2      |
| Iskra Danilovgrad | 5 – 2       | Mladost Lješkopolje    | 4 – 1      | 1 – 1      |
| Petrovac          | 3 – 2       | Jedinstvo Bijelo Polje | 3 – 0      | 0 – 2      |
| Rudar Pljevlja    | 1 – 1 (gfc) | Dečić                  | 0 – 0      | 1 – 1      |

## Quarti di finale
| Squadra 1         | Totale          | Squadra 2 | Andata     | Ritorno    |
| ----------------- | --------------- | --------- | ---------- | ---------- |
|                   |                 |           | 02.11.2016 | 30.11.2016 |
| Budućnost         | 2 – 2 (gfc)     | Grbalj    | 2 – 1      | 0 – 1      |
| Iskra Danilovgrad | 3 – 1           | Lovćen    | 1 – 0      | 2 – 1      |
| Petrovac          | 1 – 1 (3-4 dtr) | Sutjeska  | 1 – 0      | 0 – 1      |
| Rudar Pljevlja    | 2 – 1           | Bokelj    | 1 – 1      | 1 – 0      |

## Semifinali
| Squadra 1         | Totale | Squadra 2 | Andata     | Ritorno    |
| ----------------- | ------ | --------- | ---------- | ---------- |
|                   |        |           | 12.04.2017 | 26.04.2017 |
| Rudar Pljevlja    | 1 – 2  | Grbalj    | 1 – 1      | 0 – 1      |
| Iskra Danilovgrad | 3 – 9  | Sutjeska  | 0 – 5      | 3 – 4      |

## Finale
| Squadra 1  | Risultato | Squadra 2 |
| ---------- | --------- | --------- |
| 31.05.2017 |           |           |
| Sutjeska   | 1 – 0     | Grbalj    |

| Arbitro: | Milovan Milačić (Podgorica) |

| |            | |
| Vlaisavljević 72’ | Marcatori  | |
| Giljen Bakrač Stijepović Damjanović Shimura (88' Poček) Kovačević Vlaisavljević Vučić Lončar (82' Zarubica) Bošković Vuković | Formazioni | L. Carević M. Carević Manojlović (77' Vukčević) Grivić Ajković (66' Vukotić) Lazarević Nikolić Zorica (80' Jablan) Pavlović Nedić Kordić |
| Rakojević | Allenatori | Đuretić |